# Campionato europeo femminile under 19 di calcio 2019
Il Campionato europeo femminile under 19 di calcio 2019 è stata la 22ª edizione, comprese le prime quattro giocate da formazioni Under-18, del torneo che, organizzato con cadenza annuale dall'Union of European Football Associations (UEFA), è riservato alle rappresentative nazionali di calcio femminile giovanili dell'Europa le cui squadre sono formate da atlete al di sotto dei 19 anni d'età, in questa edizione dopo il 1º gennaio 2000.
La fase finale si è disputata in Scozia, dal 16 al 28 luglio 2019, riproponendo la formula della precedente edizione che vedeva ammesse otto squadre, con la nazionale del paese organizzatore qualificata direttamente. Inoltre, così come le precedenti edizioni disputate in anni dispari, il torneo funge anche da qualificazione al campionato mondiale femminile under 20 di calcio. Le prime quattro squadre del torneo si qualificano per l'edizione 2020 come nazioni rappresentanti della UEFA.
La Francia ha vinto il campionato per la quinta volta nella sua storia, battendo in finale la Germania per 2-1.

## Qualificazioni
La competizione viene disputata da 51 nazionali affiliate alla UEFA, con la nazionale scozzese qualificata automaticamente come paese ospitante e le altre 50 che si affrontano nella fase di qualificazione per la conquista dei sette posti rimanenti per la fase finale. Le qualificazioni si svolgono in due fasi, la fase di qualificazione, disputata nell'autunno 2018, e la successiva fase élite che si disputerà nella primavera 2019.

### Squadre qualificate
La seguente tabella riporta le otto nazionali qualificate per la fase finale del torneo, con le informazioni relative ai precedenti tornei solamente per under-19.
| Nazionale   | Metodo di qualificazione        | fasi finali disputate | Ultima qualificazione | Migliore risultato nel torneo                 |
| ----------- | ------------------------------- | --------------------- | --------------------- | --------------------------------------------- |
| Scozia      | Ospitante                       | 5                     | 2017                  | Fase a gironi (2005, 2008, 2010, 2014 e 2017) |
| Germania    | Vincitrice fase élite, Gruppo 1 | 16                    | 2018                  | Campione (2002, 2006, 2007 e 2011)            |
| Belgio      | Vincitrice fase élite, Gruppo 2 | 2                     | 2014                  | Fase a gironi (2014)                          |
| Paesi Bassi | Vincitrice fase élite, Gruppo 3 | 9                     | 2018                  | Campione (2014)                               |
| Spagna      | Vincitrice fase élite, Gruppo 4 | 14                    | 2018                  | Campione (2004, 2017 e 2018)                  |
| Norvegia    | Vincitrice fase élite, Gruppo 5 | 13                    | 2018                  | Secondo posto (2009)                          |
| Inghilterra | Vincitrice fase élite, Gruppo 6 | 13                    | 2017                  | Campione (2009)                               |
| Francia     | Migliore 2ª fase élite          | 15                    | 2018                  | Campione (2003, 2010, 2013 e 2016)            |

## Stadi
| Paisley          | Perth Paisley Glasgow Stirling | Perth             |
| ---------------- | ------------------------------ | ----------------- |
| St. Mirren Park  | Perth Paisley Glasgow Stirling | McDiarmid Park    |
| Capacità: 7 937  | Perth Paisley Glasgow Stirling | Capacità: 10 696  |
|                  | Perth Paisley Glasgow Stirling |                   |
| Glasgow          | Perth Paisley Glasgow Stirling | Stirling          |
| Firhill Stadium  | Perth Paisley Glasgow Stirling | Forthbank Stadium |
| Capacità: 10 102 | Perth Paisley Glasgow Stirling | Capacità: 3 798   |
|                  | Perth Paisley Glasgow Stirling |                   |

## Fase a gironi
Si qualificano alla fase ad eliminazione diretta le prime due classificate di ciascuno dei due gruppi.
In caso di parità di punti tra due o più squadre di uno stesso gruppo, le posizioni in classifica verranno determinate prendendo in considerazione, nell'ordine, i seguenti criteri:
1. maggiore numero di punti negli scontri diretti tra le squadre interessate (classifica avulsa);
2. migliore differenza reti negli scontri diretti tra le squadre interessate (classifica avulsa);
3. maggiore numero di reti segnate negli scontri diretti tra le squadre interessate (classifica avulsa);
4. se, dopo aver applicato i criteri dall'1 al 3, ci sono squadre ancora in parità di punti, i criteri dall'1 al 3 si riapplicano alle sole squadre in questione. Se continua a persistere la parità, si procede con i criteri dal 5 al 9;
5. migliore differenza reti;
6. maggiore numero di reti segnate;
7. tiri di rigore se le due squadre sono a parità di punti al termine dell'ultima giornata;
8. classifica del fair play;
9. sorteggio.

### Gruppo A
| Pos. | Squadra     | Pt | G | V | N | P | GF | GS | DR |
| ---- | ----------- | -- | - | - | - | - | -- | -- | -- |
| 1.   | Francia     | 7  | 3 | 2 | 1 | 0 | 8  | 5  | +3 |
| 2.   | Paesi Bassi | 6  | 3 | 2 | 0 | 1 | 10 | 3  | +7 |
| 3.   | Norvegia    | 4  | 3 | 1 | 1 | 1 | 7  | 8  | -1 |
| 4.   | Scozia      | 0  | 3 | 0 | 0 | 3 | 1  | 10 | -9 |

| Arbitro: | Ewa Augustyn |

|  |           |                                                                  |
|  | Marcatori | 2’, 44’ Smits 5’ Van de Velde 43’ Leuchter 69’ Van de Westeringh |

| Arbitro: | Zuzana Valentová |

|           |           |                            |
| Craig 81’ | Marcatori | 60’ Baltimore 90+1’ Feller |

| Arbitro: | Silvia Domingos |

|                 |           |                             |
| Van de Velde 7’ | Marcatori | 5’ Feller 85’, 90+3’ Malard |

| Arbitro: | Maria Marotta |

|  |           |                                                          |
|  | Marcatori | 21’ Bragstad 24’ Jøsendal 45’ Røsholm Olsen 45+3’ Nygard |

| Arbitro: | Elvira Nurmustafina |

|                                        |           |  |
| Wilms 8’ Olislagers 33’ Doorn 81’, 90’ | Marcatori |  |

| Arbitro: | Ivana Projkovska |

|                                |           |                                     |
| Azzaro 9’ Becho 34’ Malard 77’ | Marcatori | 12’, 40’ Bragstad 89’ Lindbak Hørte |

### Gruppo B
| Pos. | Squadra     | Pt | G | V | N | P | GF | GS | DR |
| ---- | ----------- | -- | - | - | - | - | -- | -- | -- |
| 1.   | Germania    | 7  | 3 | 2 | 1 | 0 | 7  | 1  | +6 |
| 2.   | Spagna      | 7  | 3 | 2 | 1 | 0 | 3  | 0  | +3 |
| 3.   | Inghilterra | 3  | 3 | 1 | 0 | 2 | 2  | 3  | -1 |
| 4.   | Belgio      | 0  | 3 | 0 | 0 | 3 | 0  | 8  | -8 |

| Arbitro: | Maria Marotta |

|                                |           |  |
| Pina 56’ (rig.) Aleixandri 65’ | Marcatori |  |

| Arbitro: | Ivana Projkovska |

|           |           |                            |
| Naz 90+2’ | Marcatori | 12’ Kössler 32’ Krumbiegel |

| Arbitro: | Elvira Nurmustafina |

|  |           |             |
|  | Marcatori | 22’ Carmona |

| Arbitro: | Zuzana Valentová |

|  |           |                                                      |
|  | Marcatori | 35’, 58’ Anyomi 41’ Krumbiegel 53’ Kössler 81’ Ebert |

| Arbitro: | Ewa Augustyn |

|  |           |            |
|  | Marcatori | 26’ Salmon |

| Stirling 22 luglio 2019, ore 17:00 CEST | Germania        | 0 – 0 referto | Spagna | Forthbank Stadium\| Arbitro: \| Silvia Domingos \| |
| Arbitro:                                | Silvia Domingos |               |        |                                                    |

## Fase a eliminazione diretta

### Tabellone
|  | Semifinali | Semifinali    | Semifinali |          |    | Finale  | Finale | Finale |  |
|  |            |               |            |          |    |         |        |        |  |
|  | A1         | Francia (dts) | 3          |          |    |         |        |        |  |
|  | A1         | Francia (dts) | 3          |          |    |         |        |        |  |
|  | B2         | Spagna        | 1          |          |    |         |        |        |  |
|  | B2         | Spagna        | 1          |          | A1 | Francia | 2      |        |  |
|  |            |               |            |          | A1 | Francia | 2      |        |  |
|  |            |               | B1         | Germania | 1  |         |        |        |  |
|  | B1         | Germania      | B1         | Germania | 1  | 3       |        |        |  |
|  | B1         | Germania      |            |          |    |         |        |        |  |
|  | A2         | Paesi Bassi   | 1          |          |    |         |        |        |  |

### Semifinali
| Arbitro: | Maria Marotta |

|                                            |           |              |
| Kössler 19’ Müller 81’ (rig.) Martinez 89’ | Marcatori | 61’ Baijings |

| Arbitro: | Ewa Augustyn |

|                              |           |                   |
| Malard 104’ Becho 110’, 114’ | Marcatori | 120’ Del Castillo |

### Finale
| Arbitro: | Ivana Projkovska |

|                          |           |           |
| Baltimore 13’ Lakrar 73’ | Marcatori | 6’ Anyomi |

## Statistiche

### Classifica marcatrici
4 reti
- Melvine Malard

3 reti
- Vicki Becho
- Nicole Anyomi

- Melissa Kössler

- Emilie Bragstad

2 reti
- Sandy Baltimore
- Naomie Feller

- Paulina Krumbiegel
- Lisa Doorn

- Joëlle Smits
- Jonna van de Velde

una rete
- Jessica Naz
- Ebony Salmon
- Lorena Azzaro
- Maëlle Lakrar
- Lisa Ebert
- Shekiera Martinez
- Marie Müller

- Jill Baijings
- Romée Leuchter
- Marisa Olislagers
- Kirsten van de Westeringh
- Lynn Wilms
- Sara Hørte
- Anna Jøsendal

- Rikke Bogetveit Nygard
- Jenny Olsen
- Emma Craig
- Laia Aleixandri
- Olga Carmona
- Athenea del Castillo
- Claudia Pina